# Långbäckens kapell
Långbäckens kapell är ett kapell som tillhör Åsele-Fredrika församling i Luleå stift. Kapellet ligger i byn Långbäcken i Åsele kommun.

## Kyrkobyggnaden
I april 1948 bildades Långbäckens kapellstiftelse som skulle arbeta för att bygga en gudstjänstlokal på platsen. En tomt för en kyrka fanns sedan tidigare till förfogande.
Kapellet uppfördes 1961 - 1962 efter ritningar av Karl-Axel Suwe och invigdes hösten 1962 av biskop Ivar Hylander. 1971 övertog Fredrika församling ansvaret för kapellets fortsatta drift.
Byggnaden är av trä och består av ett rektangulärt långhus med kor i öster och ett samlare vapenhus i väster. Vid norra sidan finns en utbyggnad med samlingssal. Långhuset, vapenhuset och norra utbyggnaden har alla sadeltak som sträcker sig ända ner mot marken. Taken är klädda med ljusgrå träpanel.
Invid kapellet finns en fristående klockstapel.

## Inventarier
Delar av inredningen, såsom altare, bänkar och predikstol, har köpts in från Löberöds slottskapell i Skåne. Även kyrkklockan fanns tidigare i Löberöds slottskapell och köptes in för en symbolisk summa.